# Abu Jusuf Jakub (Marynidzi)
Abu Jusuf Jakub ibn Abdulhak (arab. ‏أبو يوسف يعقوب بن عبد الحق‎ = Abū Yūsuf Yaʿqūb ibn ʿAbd al-Ḥaqq, zm. 1286 pod Algeciras) – sułtan Maroka z dynastii Marynidów, syn szejka Abdulhaka I.

## Życiorys
Abu Jusuf Jakub wstąpił na tron po śmierci brata Abu Jahji Abu Bakra i krótkotrwałym panowaniu bratanka Umara. Już jednak wcześniej, za rządów brata, gdy rozpoczął się marynidzki podbój Maroka, Abu Jusuf Jakub był zarządcą w Fezie. Ogłosiwszy się sułtanem, zdołał oprzeć się opozycji krewnych i skupić w swoim ręku władzę nad krajem. Wraz z podbojem Marrakeszu w 1269 roku zadał ostateczny cios dynastii Almohadów, a w kolejnych latach panowania przywrócił Maroku rangę największej potęgi militarnej w Maghrebie. Z powodu wsparcia, jakiego udzielał marabutom, zyskał sobie również sławę wielce podobożnego władcy. 
Abu Jusuf Jakub podjął cztery wyprawy wojenne do Andaluzji, żeby wesprzeć panujących w Grenadzie Nasrydów wobec ataków Kastylii. W 1275 roku pokonał wojska Kastylii w bitwie pod Éciją w wyniku której Nasrydzi uznali się za wasali Marynidów.  
Zginął na ostatniej wyprawie podczas oblężenia Algeciras. Tron objął wówczas jego syn Abu Jakub Jusuf.